# São Miguel
För andra betydelser, se São Miguel (olika betydelser).
São Miguel är den största och mest befolkade ön i ögruppen Azorerna. Ön har en yta på 769 km² och ca 133 390 invånare (2021), varav 67 287 bor i staden Ponta Delgada. Tvillingsjöarna Sete Cidades är två stora kratersjöar med en omkrets på 12 km.
São Miguel är den största ön i ögruppen, och hit är merparten av administrativa och vetenskapliga funktioner förlagda. Ön kallas också Ilha Verde, Den gröna ön. Epitetet är inte oförtjänt, klimatet ger frodig växtlighet året om.
Öns västra del domineras av ett höglandsområde kring Sete Cidades. Det östra höglandet, beläget kring byn Nordeste, är större och domineras av öns högsta punkt, Pico da Vara.
Fyra stora vulkankratrar gör att här finns områden med dalar och serpentinvägar.

## Orter
Samhällen på ön:
- Furnas
- Mosteiros
- Nordeste
- Ponta Delgada
- Povoaçao
- Rado de Peixe
- Ribeira Grande
- Sete Cidades
- Vila Franca do Campo

## Historia
São Miguel var den första av de azoriska öarna att koloniseras av portugiserna 1439. Från början var São Miguel två öar som blev en i och med ett vulkanutbrott 1563.

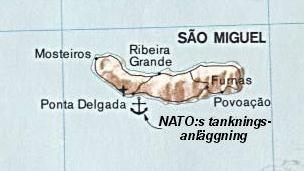
Karta över ön
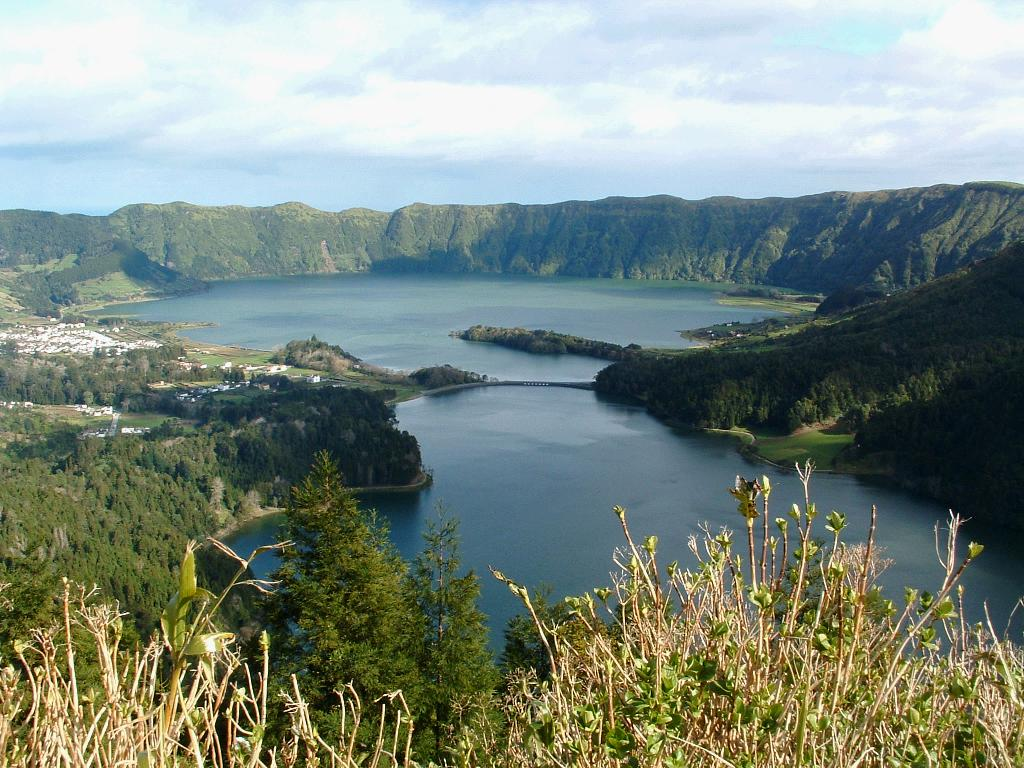
Tvillingsjöarna Sete Cidades, staden Sete Cidades till höger
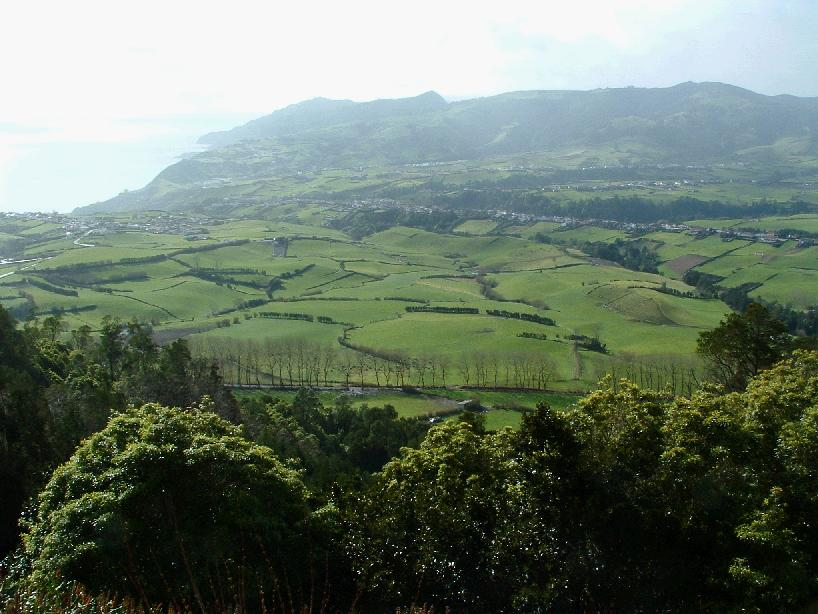
Östra São Miguel
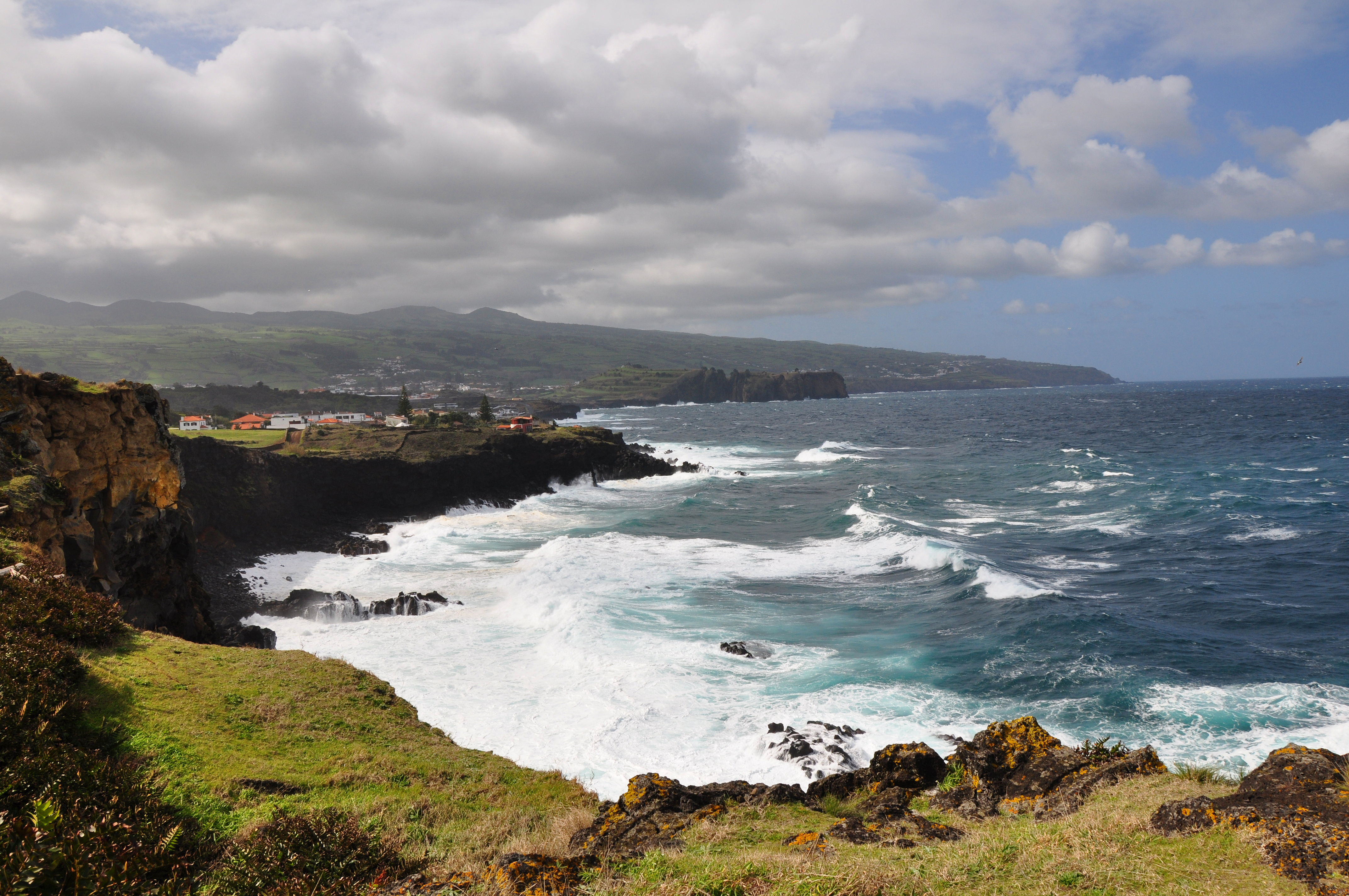
Kusten vid Ribeira Grande på norra delen av ön São Miguel